# La Sauleda (Calldetenes)
La Sauleda és una masia de Calldetenes (Osona) inclosa a l'Inventari del Patrimoni Arquitectònic de Catalunya.

## Descripció
Edifici civil. Masia de planta rectangular coberta a dues vessants amb el carener paral·lel a la façana, situada a migdia. Presenta diverses etapes constructives, forma un gran rectangle, amb diverses construccions i llinda interior. La façana presenta un portal rectangular i diverses obertures, una de les quals és d'inflexió gòtica. A llevant hi ha un portal i una finestra a la planta, una finestra amb ampit i l'altra amb llinda goticitzant. A la part dreta s'hi adossa un cobert de construcció recent. Al nord petites obertures, dues finestres amb inflexió gòtica i un arc de mig punt. A ponent hi ha petites obertures i contraforts adossats al mur. Al sud hi ha una cabana amb una era enllosada al davant. A l'entrada a la lliça hi ha un portal decorat amb una bola damunt un cos poligonal.
L'estat de conservació és regular.

## Història
Masia registrada als fogatges de la parròquia i terme de Sant Martí de Riudeperes de l'any 1553. Aleshores habitava el mas un tal Martí Sauleda.
A part dels elements goticitzants que denoten una reforma per aquella època, hi ha una reforma posterior, com consta al portal de la lliça, on hi ha la data de 1800 i una altra incompleta de 18--.